# První zákon (povídka)
První zákon (anglicky „First Law“) je vědeckofantastická povídka spisovatele Isaaca Asimova, která vyšla poprvé v říjnu 1956 v časopise Fantastic Universe. Byla následně zařazena do sbírek The Rest of the Robots (1964) a The Complete Robot (1982). Česky vyšla např. ve sbírce Robohistorie I. (Triton, 2004).
Název povídky odkazuje na první ze tří zákonů robotiky. Je velmi krátká, má pouze několik stránek.
Vzhledem k tomu, že se jedná o obejítí nejdůležitějšího prvního robotického zákona, je příběh vyprávěn fiktivní postavou jménem Michael Donovan, jenž nemusí nutně být věrohodným vypravěčem. Asimov sám upozorňuje, aby povídku čtenář nebral příliš vážně, ale spíše jako vtip.

## Postavy
- Michael Donovan
- MacFarlane

## Děj
Mike Donovan se v hospodě s přáteli nudí během vyprávění o nezvyklých robotech. Rozhodne se vzít si slovo a vytasit se s málo pravděpodobnou historkou z Titanu, jednoho z měsíců Saturnu. Je o porouchaném robotovi ze série MA, který se vytratil ze základny a později narazil na Donovana, jenž se ztratil v bouři. I když Donovanův život byl v nebezpečí, robot se rozhodl ochránit svého potomka (kterého si sestrojil dříve na základně) namísto doprovodu Donovanovi. Toto bylo přímé neuposlechnutí prvního zákona robotiky. Ten říká:
1) Robot nesmí ublížit člověku nebo svou nečinností dopustit, aby bylo člověku ublíženo.
Rodičovské instinkty zapůsobily silněji než jeho naprogramování.